# Mutlangen
Mutlangen – miejscowość i gmina w Niemczech, w kraju związkowym Badenia-Wirtembergia, w rejencji Stuttgart, w regionie Ostwürttemberg, w powiecie Ostalb, siedziba związku gmin Schwäbischer Wald. Leży na przedpolu Jury Szwabskiej, ok. 25 km na zachód od Aalen.